# Satu Nou (gmina Pochidia)
Satu Nou – wieś w Rumunii, w okręgu Vaslui, w gminie Pochidia. W 2011 roku liczyła 189 mieszkańców.